# Midsommarkransens skola
Midsommarkransens skola var en folkskola i stadsdelen Midsommarkransen i Stockholm. Skolan öppnade 1915 och 1962 lades den ursprungliga verksamheten ner.

## Historik

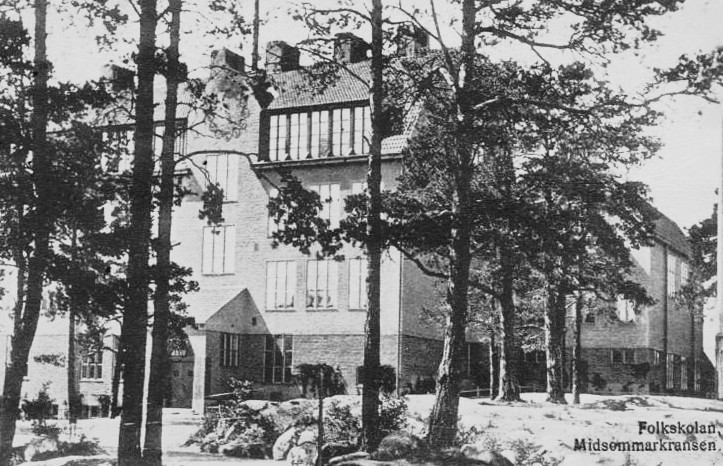
Skolan före 1921.

Midsommarkransens folkskola uppfördes mellan 1914 och 1915 intill Södertäljevägen efter ritningar av arkitekten Georg A. Nilsson, en av landets främsta skolhusarkitekter på sin tid. Verksamheten öppnade till höstterminen 1915. Vid den tiden bestod skolan av 13 klassrum för cirka 450 barn och ett klassrum för en friluftsskola för tuberkulossjuka barn. Redan 1921 byggdes skolan till. Komplexet är sammansatt av flera hopbyggda huskroppar där den högsta har fyra våningar. Fasaderna består av slammat tegel, avfärgat i beige kulör. Gestaltningen påminner om Blommensbergsskolan som Nilson ritade 1921.
När skolan anlades fanns en park norr om byggnaden och en äng söder om den. I öst och väst växte gles tallskog. Men när Södertäljevägen breddades och Essingeleden byggdes i början på 1960-talet hamnade skolan mitt i en av Essingeledens stora trafikplatser (nuvarande Nybodakopplet), omgiven av Västberga allé, Södertäljevägen, Nybodakopplet och Essingeleden. Delar av skolan fick rivas för att få plats med alla vägar. 
Till vårterminen 1962 upphörde den ursprungliga grundskoleverksamheten, men återöppnades 1969-1972. Därefter hade Västberga gymnasium (yrkesskola) delar av sin undervisning där till 1991. Numera ligger kontors- och lagerlokaler i byggnaden, och Frälsningsarmén har natthärbärge i en del av skolan, dessutom finns verkstad och konstnärsateljéer i huset

## Bilder

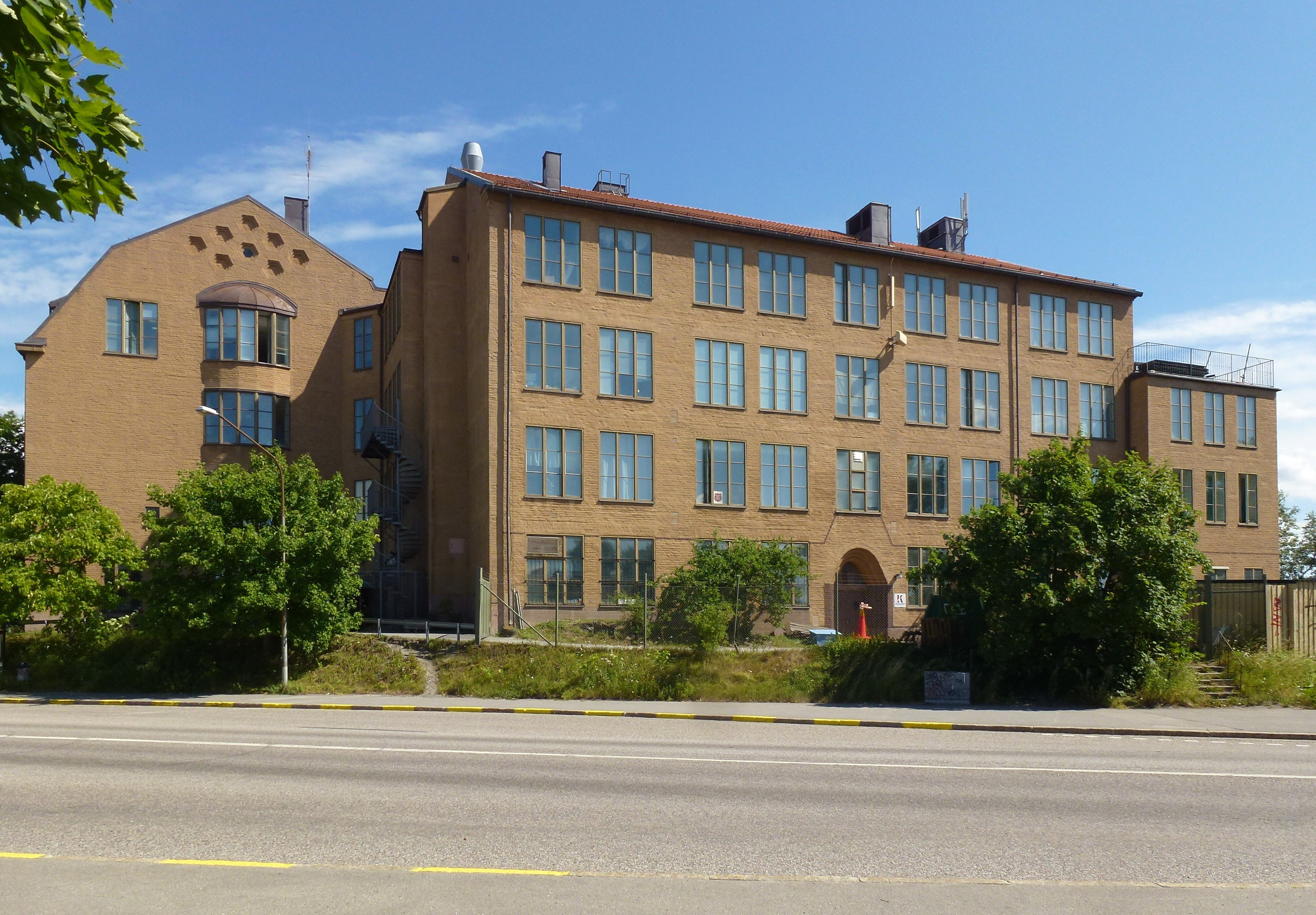
Midsommarkransens gamla skola, 2013.
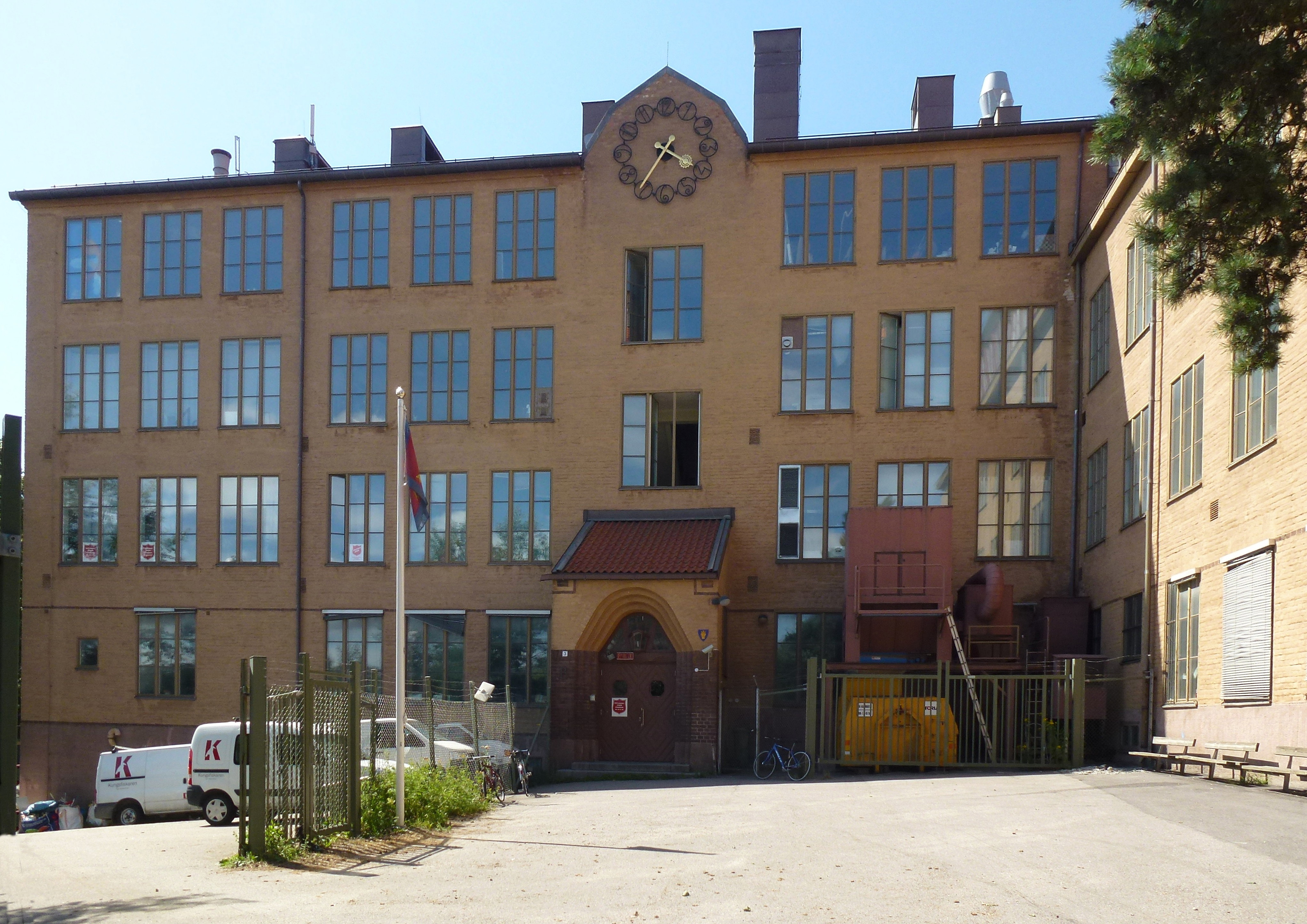
Skolans gamla huvudentré, 2013
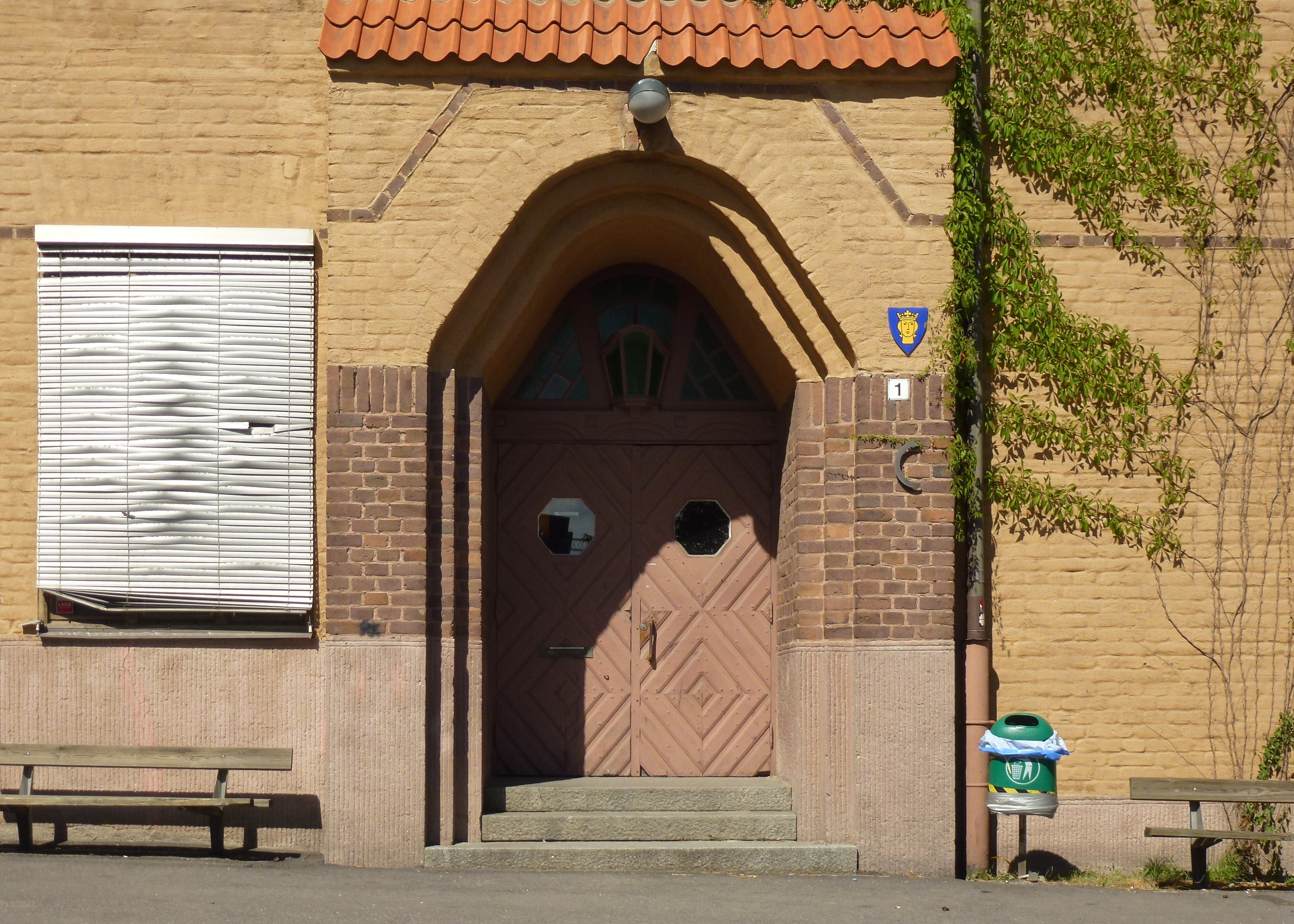
Entré hus C
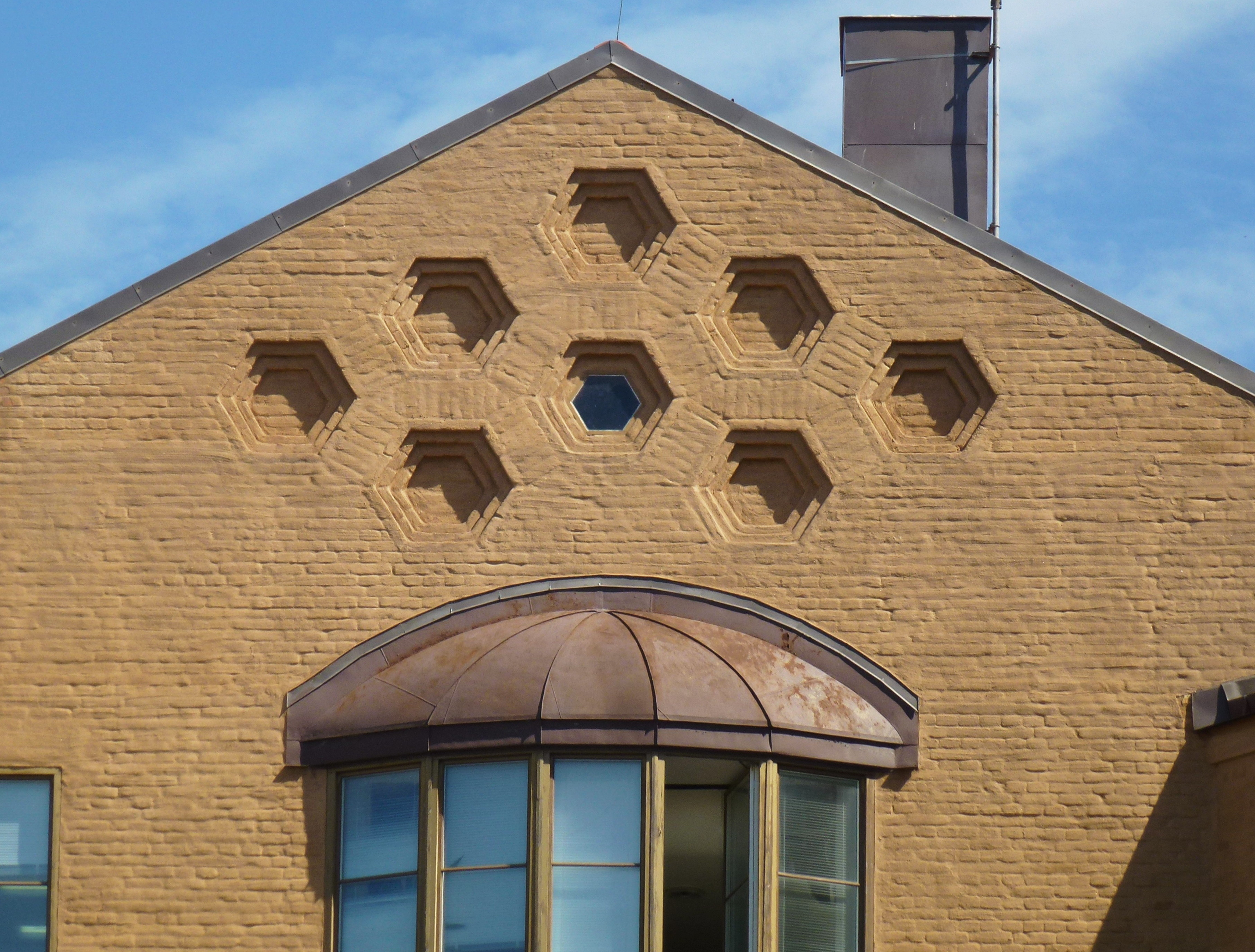
Fasaddetalj